# George Antonysamy
George Antonysamy (ur. 15 lutego 1952 w Tiruchy) – indyjski duchowny katolicki, arcybiskup, nuncjusz apostolski w latach 2005–2012, arcybiskup Madrasu i Myliaporu od 2012.

## Życiorys
19 listopada 1980 otrzymał święcenia kapłańskie i został inkardynowany do diecezji Tiruchirapalli. W 1985 rozpoczął przygotowanie do służby dyplomatycznej na Papieskiej Akademii Kościelnej. 
4 sierpnia 2005 został mianowany przez Benedykta XVI nuncjuszem apostolskim w Gwinei, Liberii, Gambii i Sierra Leone oraz arcybiskupem tytularnym Sulci. Sakry biskupiej 21 września 2005 udzielił mu kardynał Ivan Dias. W 2008 przestał być nuncjuszem w Gwinei.
21 listopada 2012 papież Benedykt XVI mianował do arcybiskupem metropolitą Madrasu i Myliaporu.
Paliusz otrzymał z rąk papieża Franciszka 29 czerwca 2013. 
W latach 2017-2025 był wiceprzewodniczącym Konferencji Biskupów Łacińskich Indii.Od 2022 jest pierwszym wiceprzewodniczącym Biskupiej Konferencji Indii.